# حلقه‌جوشی دنهایزر
حلقه‌جوشی دنهایزر (انگلیسی: Danheiser annulation) یک واکنش شیمیایی در شیمی آلی است که طی آن یک کتون غیر اشباع α,β و یک تری‌آلکیل‌سیلیل‌آلن(مانند تری‌متیل‌سیلیل یا تری‌ایزوپروپیل‌سیلیل) در حضور یک اسید لوئیسی با هم واکنش داده و یک تری‌آلکیل‌سیلیل‌سیکلوپنتن تولید می‌کند.